# Gerhard Auer

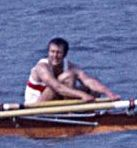
Gerhard Auer en 1972.

Gerhard Auer (29 de junio de 1949-21 de septiembre de 2019) fue un deportista alemán que compitió para la RFA en remo.
Participó en los Juegos Olímpicos de Múnich 1972, obteniendo una medalla de oro en la prueba de cuatro con timonel. Ganó una medalla de oro en el Campeonato Mundial de Remo de 1970 y dos medallas en el Campeonato Europeo de Remo, en los años 1969 y 1971.

## Palmarés internacional
| Juegos Olímpicos   | Juegos Olímpicos        | Juegos Olímpicos | Juegos Olímpicos   |
| Año                | Lugar                   | Medalla          | Prueba             |
| ------------------ | ----------------------- | ---------------- | ------------------ |
| 1972               | Múnich (RFA)            | Medalla de oro   | Cuatro con timonel |
| Campeonato Mundial |                         |                  |                    |
| Año                | Lugar                   | Medalla          | Prueba             |
| 1970               | St. Catharines (Canadá) | Medalla de oro   | Cuatro con timonel |
| Campeonato Europeo |                         |                  |                    |
| Año                | Lugar                   | Medalla          | Prueba             |
| 1969               | Klagenfurt (Austria)    | Medalla de oro   | Cuatro con timonel |
| 1971               | Copenhague (Dinamarca)  | Medalla de oro   | Cuatro con timonel |